# Aquiris
Aquiris est une filiale belge de Veolia Environnement, notamment chargée du retraitement des eaux usagées de Bruxelles. Elle a été fondée en 2007 grâce à un appel d'offres de la Région Bruxelles-Capital. Cette unité de traitement d'eau met en œuvre un procédé développé pour l'industrie papetière : l'oxydation par voie humide. Aquiris est une filiale de Véolia environnement.

## Catastrophe industrielle à Bruxelles
Elle est accusée d'avoir arrêté le retraitement des eaux usagées de Bruxelles du 8 au 19 décembre 2009, laissant ces eaux s'écouler dans la Senne, cours d'eau de Bruxelles. Le niveau d'oxygène de la Senne est revenu à la normale le 21, mais il faudra plusieurs mois pour que la vie reprenne dans ce cours d'eau,,.